# Desarterialização hemorroidária transanal
A Desarterialização Hemorroidária Transanal, nomeada pela tradução literal do nome da técnica em inglês Transanal Hemorrhoidal Dearterialization, é uma técnica cirúrgica usada no tratamento da doença hemorroidária.
O método foi apresentado pela primeira vez em 1995 pelo cirurgião japonês Morinaga, através da revista científica “The American Journal of Gastroenerology”, após ser aplicado em um grupo representativo de 116 pacientes.
Essa técnica cirúrgica consiste na ligadura dos ramos terminais das artérias retais superiores, cerca de 2 a 3 cm acima da linha dentada (ou linha pectínea). Como a área acima da linha dentada no intestino  é privada de nervos somáticos (nervos que causam a sensação de dor, dispondo somente de nervos viscerais, e considerando que a intervenção não comporta a incisão ou remoção de tecidos, a sensação de dor é muito inferior à tradicional hemorroidectomia.
A localização das artérias é realizada com um equipamento de ultrassom de efeito doppler, que emite um som quando posicionado sobre a artéria.
A intervenção é geralmente efetuada com anestesia geral ou local.
As raras complicações que podem ocorrer incluem hematomas sub-mucosas, sangramentos, tromboses pós-operatórias e retenção urinária, mas o sintoma mais comum é o tenesmo (sensação de vontade de evacuar, sem que haja fezes para serem evacuadas).
A técnica, aprovada no Reino Unido pelo Instituto NICE, foi avaliada em numerosas revistas científicas 

## Páginas externas
- Cirugía Española 2008